# Claude Bloch
Claude Bloch (* 18. März 1923 in Paris; † 29. Dezember 1971) war ein französischer theoretischer Physiker.
Bloch studierte ab 1942 in Paris an der Elitehochschule École polytechnique (Abschluss 1946) und gehörte danach zum
Corps des mines. 1948 bis 1951 war er am Niels-Bohr-Institut für Theoretische Physik in Kopenhagen und 1952 bis 1953 am Caltech in Kalifornien. Danach arbeitete er beim Commissariat à l’énergie atomique (CEA), mit dem er schon seit 1946 zusammenarbeitete, hauptsächlich über die Theorie von Kernreaktoren. Er wurde 1959 Leiter der Abteilung Mathematik und 1963 der Abteilung Theoretische Physik (als der Service de Physique Théorique gegründet wurde) und ab 1971 der Sektion Physik an deren Forschungszentrum in Saclay. Er starb mit nur 48 Jahren an einem Herzanfall.
Bloch leistete bedeutende Beiträge zur Kernphysik und statistischen Mechanik. Mit Roger Balian arbeitete er über asymptotische Entwicklungen (von Balian posthum 1974 veröffentlicht) und in den 1960er Jahren über Vielteilchentheorie.
Er erhielt den Prix Henri Poincaré und 1972 den Prix Jean Ricard.
Zu seinen Doktoranden zählt M. L. Mehta.

## Schriften
- Roger Balian, Cyrano de Dominicis, Albert Messiah, Vincent Gillet (Hrsg.): Claude Bloch, Œuvre Scientifique, 2 Bände, North Holland 1975, 2012
- Claude Bloch (Hrsg.): Many body description of nuclear structure and reactions, Enrico Fermi School, Varenna 1965, Academic Press 1966